# Station Sartrouville
Sartrouville is een station aan lijn A van het RER-netwerk en lijn L van het Transilien-netwerk. Het ligt in de Franse gemeente Sartrouville in het departement Yvelines.
Het station werd geopend in 1892.

## Treindienst
| Serie   | Treinsoort        | Route | Bijzonderheden |
| ------- | ----------------- | --- | -------------- |
| RER A   | RER (SNCF / RATP) | [ [ Cergy-le-Haut – ] / [ Poissy – ] Maisons-Laffitte – Sartrouville – ] / [ Saint-Germain-en-Laye – Rueil-Malmaison – Nanterre-Université – ] Nanterre-Préfecture – La Défense – Châtelet - Les Halles – Paris-Lyon – Vincennes – [ Fontenay-sous-Bois – La Varenne - Chennevières – Boissy-Saint-Léger ] / [ Val de Fontenay – Bry-sur-Marne – Noisy-le-Grand - Mont d’Est – Torcy – Marne-la-Vallée - Chessy ] |                |
| Trans L | Transilien (SNCF) | Paris Saint-Lazare – Bécon-les-Bruyères – [ Nanterre-Université – Sartrouville – Maisons-Laffitte – Cergy-le-Haut ] / [ [ La Défense – Saint-Cloud – [ Versailles-Rive-Droite ] / [ Marly-le-Roi – Saint-Nom-la-Bretèche - Forêt de Marly ] ] |                |